# Ahmad Tegüder ilhán
Ahmad Tegüder, másképp Tekuder (1247 – 1284. augusztus 10.), mongolul: Ахмед Тэкүдэр, ill. Султан Ахмад, perzsául Tigúdár, modern ejtéssel Tegudár (تگودار), arabul Tikúdir (تکودر – Tikūdir) vagy Tikúdár (تکودار – Tikūdār), perzsa ilhán (mongolul: Персийн Ил Хан), mongol kán, Dzsingisz kán dédunokája, Hülegü fia, Abáká kán öccse, az Irán központú Ilhánida Birodalom (mongolul: Ил Хан улс) harmadik uralkodója volt.
Az eredetileg nesztoriánus kereszténynek született és Níkúlásznak (Nikolasz) keresztelt Tegüder, az Iránban birodalmat kialakító Hülegü és Dokuz Hatun kisebbik fia fivére halálát követően vette át a hatalmat 1282-ben. Két elődjével ellentétben sem a buddhizmussal, sem a kereszténységgel nem szimpatizált, ezért áttért az iszlámra, és felvette az Ahmad nevet illetve a szultáni címet. Az addigi külpolitikai irányvonallal is szakított, amikor megpróbált közeledni az egyiptomi Mamlúk Birodalomhoz, de nem ért el komolyabb sikereket az 1281-ben apjára súlyos vereséget mért al-Manszúr Kalávúnnál.
Ahmad szultán uralkodása rövid ideig tartott: mivel üldözte birodalma keresztény és buddhista előkelőit, rövidesen ellenállás bontakozott ki vele szemben, amit unokaöccse, Abáká fia, a Horászánt kormányzó Argún vezetett. Argún a Kínában székelő nagykán, Hülegü bátyja, Kubiláj kán segítségével végül fellázadt nagybátyja ellen, akit Azerbajdzsánba szorított, majd elfogott és kivégeztetett, visszatérve Hülegü és Abáká kül- és belpolitikájához.